# Alkett

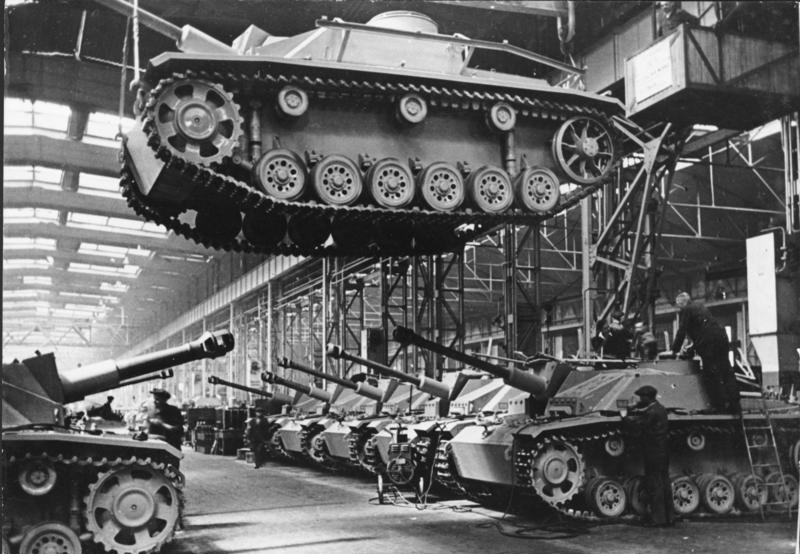
Asamblarea tunurilor de asalt Sturmgeschütz III și Sturmhaubitze 42 la fabrica Alkett.

Alkett (Altmärkische Kettenfabrik GmbH) a fost o fabrică de armament din Berlin, subsidiară a firmei Rheinmetall-Borsig AG. Alkett a fost înființată în 1937 pentru producția, conversia și asamblarea tancurilor și a altor vehicule blindate pentru Wehrmacht.

## Producție
Subansambluri și vehicule produse sub licență sau în concepție proprie:
- Panzer II
- Panzerkampfwagen III Ausf. F, G, H, J, L
- Panzer VIII Maus
- Flakpanzer I
- Sturmgeschütz III Ausf. C, D, E, F, G
- Sturmhaubitze 42
- Sturminfanteriegeschütz 33
- Jagdpanzer IV/70
- Sturmpanzer IV
- Panzerjäger Renault R 35(f) (suprastructura)
- Sturmpanzer IV (transformare)
- Panzerhaubitze Hummel (transformare)
- Panzerhaubitze Wespe (transformare)
- Panzerjäger Nashorn (transformare)